# دتلف شرمف
دتلف شرمف (انگلیسی: Detlef Schrempf؛ زادهٔ ۲۱ ژانویهٔ ۱۹۶۳) یک بازیکن بسکتبال اهل ایالات متحده آمریکا است.
از باشگاه‌هایی که در آن بازی کرده‌است می‌توان به پورتلند تریل بلیزرز، دالاس ماوریکس، ایندیانا پیسرز، سیاتل سوپرسانیکس، و تیم ملی بسکتبال آلمان اشاره کرد.